# Bae In-hyuk
Bae In-hyuk (hangul: 배인혁, hanja: 裵吝赫, RR: Bae In-hyeok) (Corea del Sur, 4 de abril de 1998) es un actor y modelo surcoreano.

## Carrera
Es miembro de la agencia "YY Entertainment".
El 1 de agosto del 2019 se unió al elenco principal de la segunda temporada de la serie web Triple Fling Season 2 (트리플썸2) donde dio vida al joven estudiante Shin Jeong-woo, hasta el final de la serie el 19 de septiembre del mismo año.
El 29 de noviembre del mismo año se unió al elenco principal de la serie web Who Kissed Me (también conocida como "Kiss Scene in Yeonnamdong") donde interpretó a Han Yun-woo, el mentor y uno de los intereses románticos de Yoon Sol (Hong Seung-hee), hasta el final de la serie el 14 de febrero del mismo año.
El 24 de enero del 2020 se unió al elenco principal de la serie web XX donde dio vida al barman Park Dan-hee, hasta el final de la serie el 21 de febrero del mismo año.
A finales de junio del mismo año se anunció que se uniría al elenco de la serie The Spies Who Loved Me (también conocida como "The Spy Who Loved Me") donde interpretó al inteligente Kim Young-goo, el miembro más joven del departamento de análisis de la Oficina de Industrias Clasificadas, hasta el final de la serie el 17 de diciembre del mismo año.
En mayo de 2021 se unió al elenco de la serie My Roommate Is a Gumiho (también conocida como "Frightening Cohabitation") donde dio vida a Gye Sun-woo, un joven popular, inteligente y atractivo estudiante de último año, hasta el final de la serie el 15 de julio del mismo año.
El 14 de junio del mismo año se unió al elenco principal de la serie At A Distance Spring Is Green (también conocida como "Blue Spring From a Distance") donde interpretó a Nam Soo-hyun, un joven brillante y perfeccionista quien tiene A en todas sus clases, pero con una personalidad seria, hasta el 20 de julio del mismo año.
A principios de julio del mismo año se confirmó que se había unido al elenco de la serie Why Oh Soo Jae? donde dará vida a Choi Yoon-sang, un estudiante de segundo año de la facultad de derecho de la Universidad de Seojoong y el segundo hijo del director del bufete de abogados TK, Choi Tae-gook.
En octubre de 2022 protagonizó la comedia juvenil y de misterio Cheer Up con el papel de Park Jung-woo, presidente del equipo de animadores Theia de la Universidad de Yonhee.
En los dos años siguientes encadenó tres series de ficción histórica, ambientadas en época de la dinastía Joseon: Bajo el paraguas de la reina, The Story of Park's Marriage Contract y Check-in Hanyang.

## Filmografía

### Series de televisión
| Año     | Título                                | Personaje               | Notas                   | Ref.                 |
| ------- | ------------------------------------- | ----------------------- | ----------------------- | -------------------- |
| 2019    | Triple Fling Season 2                 | Shin Jeong-woo          | Serie web, 8 episodios  |                      |
| 2019-20 | Who Kissed Me                         | Han Yun-woo             | Serie web, 12 episodios |                      |
| 2020    | XX                                    | Park Dan-hee            | Serie web, 10 episodios |                      |
| 2020    | Did We Love?                          | Noble Espadachín        | 2 episodios             |                      |
| 2020    | To All The Guys Who Loved Me          | Hwang Ji-woo (de joven) | Ep. 4                   |                      |
| 2020    | Kiss Goblin                           | Bo-sook / Kim Keon-woo  | Serie web, 12 episodios |                      |
| 2020    | The Spies Who Loved Me                | Kim Young-goo           |                         |                      |
| 2021    | My Roommate Is a Gumiho               | Gye Sun-woo             |                         |                      |
| 2021    | At A Distance Spring Is Green         | Nam Soo-hyun            | 12 episodios            | [ 18 ]               |
| 2022    | Why Oh Soo Jae?                       | Choi Yoon-sang          |                         |                      |
| 2022    | Cheer Up                              | Park Jung-woo           |                         | [ 19 ] [ 20 ]        |
| 2022    | Bajo el paraguas de la reina          | Gran príncipe Sung-nam  |                         | [ 21 ]               |
| 2023-24 | The Story of Park's Marriage Contract | Kang Tae-ha             |                         | [ 22 ] [ 23 ] [ 24 ] |
| 2024-25 | Check-in Hanyang                      | Lee Eun                 |                         | [ 17 ] [ 25 ]        |

### Películas
| Año  | Título    | Personaje      | Notas                                                           |
| ---- | --------- | -------------- | --------------------------------------------------------------- |
| 2019 | Love Buzz | Park Seung-jun | junto a Lee Han-ik, Choi Ji-hee, Han Yang-hee y Hwang Min-young |
| TBA  | Similar   | -              | [ 26 ]                                                          |

### Aparición en videos musicales
| Año  | Artista (as)                                | Canción                                       | Notas                |
| ---- | ------------------------------------------- | --------------------------------------------- | -------------------- |
| 2019 | BanHana                                     | "If We Never Met"                             | [ 27 ]               |
| 2019 | Kim Na-young (김나영) & Yang Da-il (양다일) | "Goodbye List" (헤어진 우리가 지켜야 할 것들) | junto a Choi Hee-jin |